# Crocothemis
Crocothemis és un gènere d'odonats anisòpters de la família Libellulidae. Són libèl·lules de mida petita o mitjana àmpliament distribuïdes pel Vell Món.

## Característiques
Aquestes libèl·lules sovint es veuen fàcilment a causa dels seus colors. Els mascles són generalment de colors molt brillants, que van des del vermell en diverses espècies als rics blaus de Crocothemis nigrifrons d'Austràlia. Igual que en moltes altres espècies de Libellulidae, les femelles tendeixen a ser de color marró opac o taronja.
Tendeixen a parar-se sobre pals, canyes o pedres prop de l'aigua, volen per atrapar insectes i després tornen al mateix lloc.

## Distribució
Diverses espècies d'aquest gènere es distribueixen per Europa del sud, Àfrica, Àsia, Austràlia i el sud-oest de l'oceà Pacífic.

## Taxonomia
El gènere té les següents espècies:
- Crocothemis brevistigma Pinhey, 1961
- Crocothemis corocea Navás, 1918
- Crocothemis divisa Karsch, 1898
- Crocothemis erythraea (Brullé, 1832)
- Crocothemis misrai Baijal & Agarwal, 1956
- Crocothemis nigrifrons (Kirby, 1894)
- Crocothemis sanguinolenta (Burmeister, 1839)
- Crocothemis saxicolor Ris, 1921
- Crocothemis servilia (Drury, 1773)
- Crocothemis striata Lohmann, 1981

## Llista de les espècies presents a Catalunya
- Crocothemis erythraea[2]

## Galeria

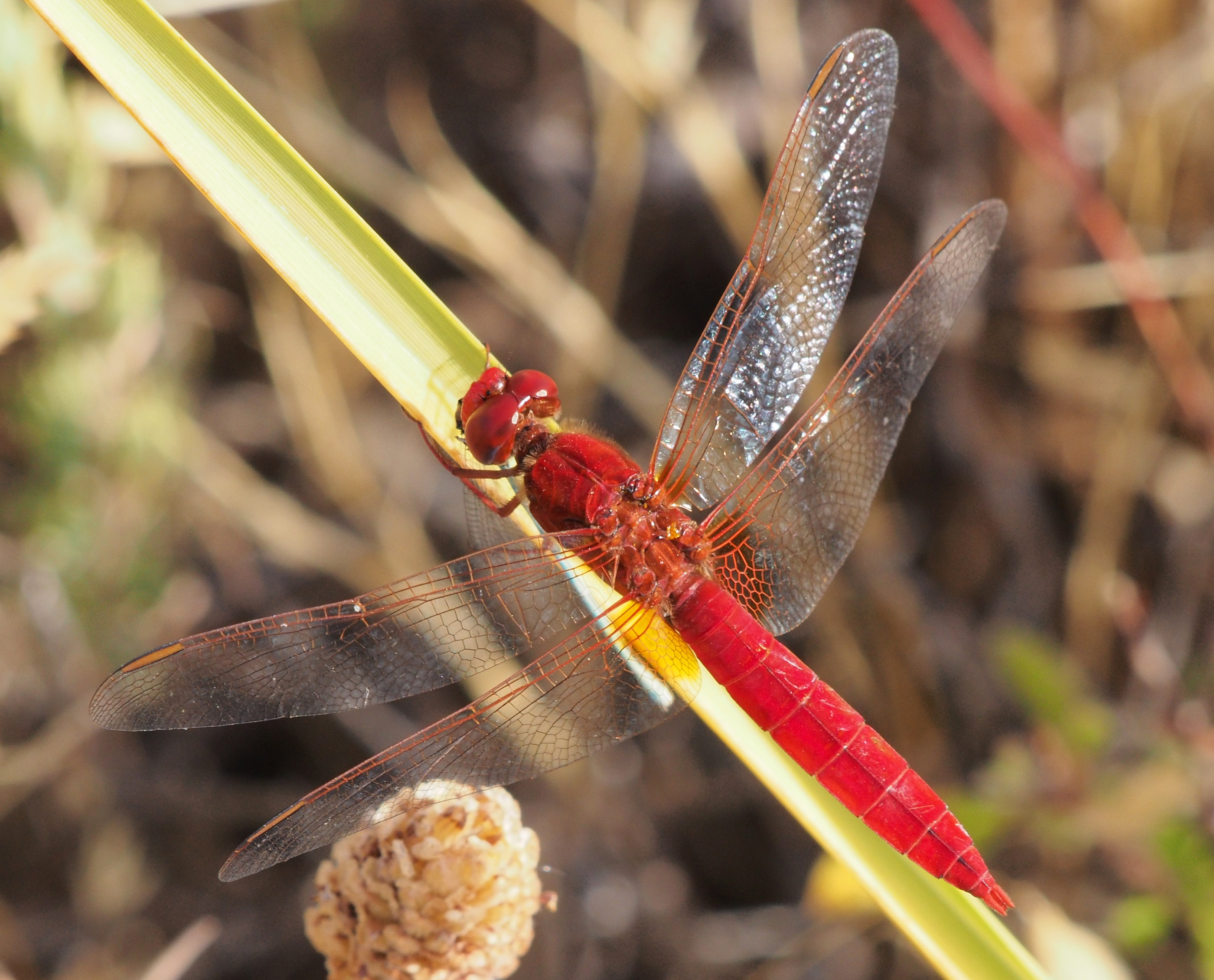
Crocothemis erythraea mascle
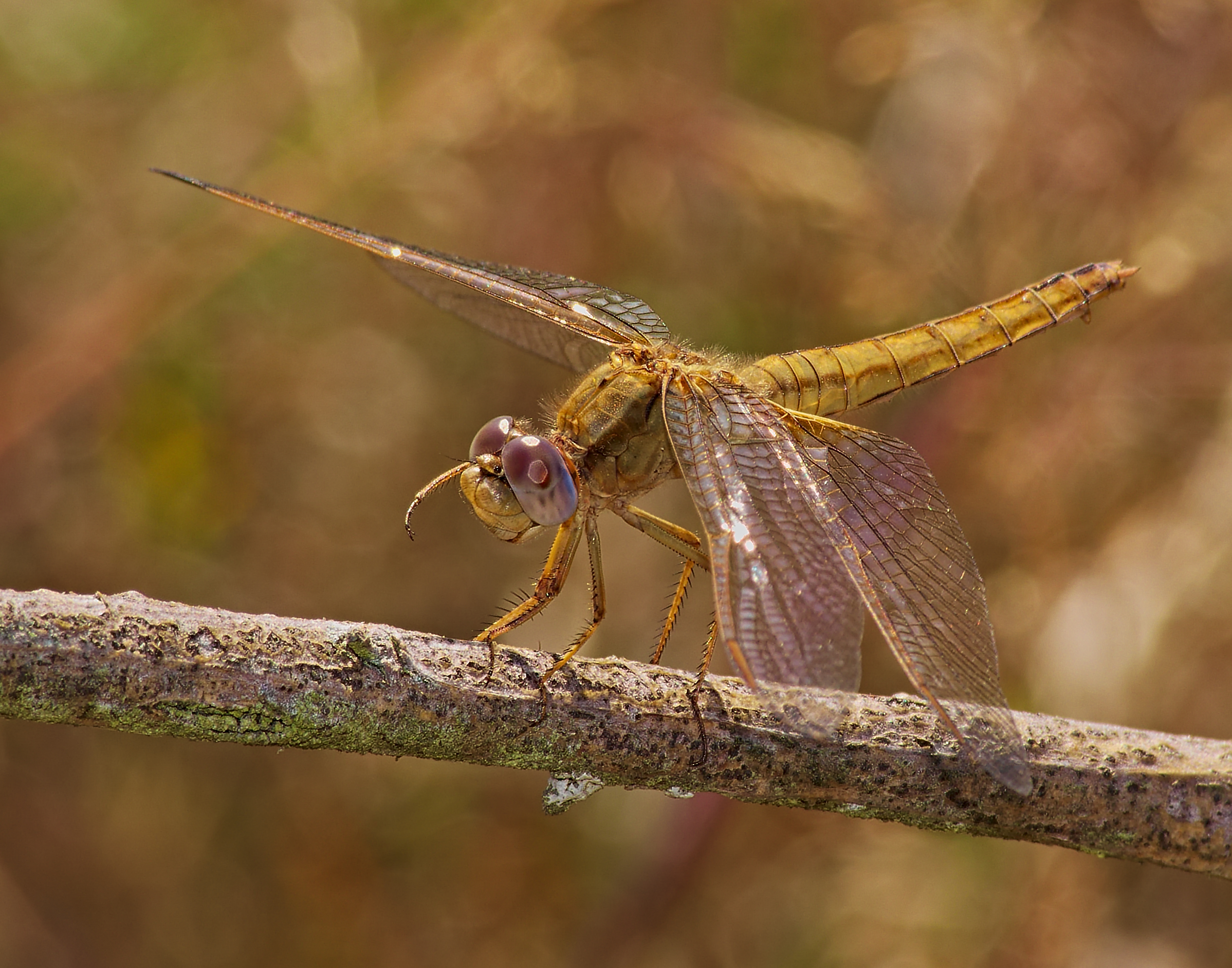
Crocothemis erythraea femella
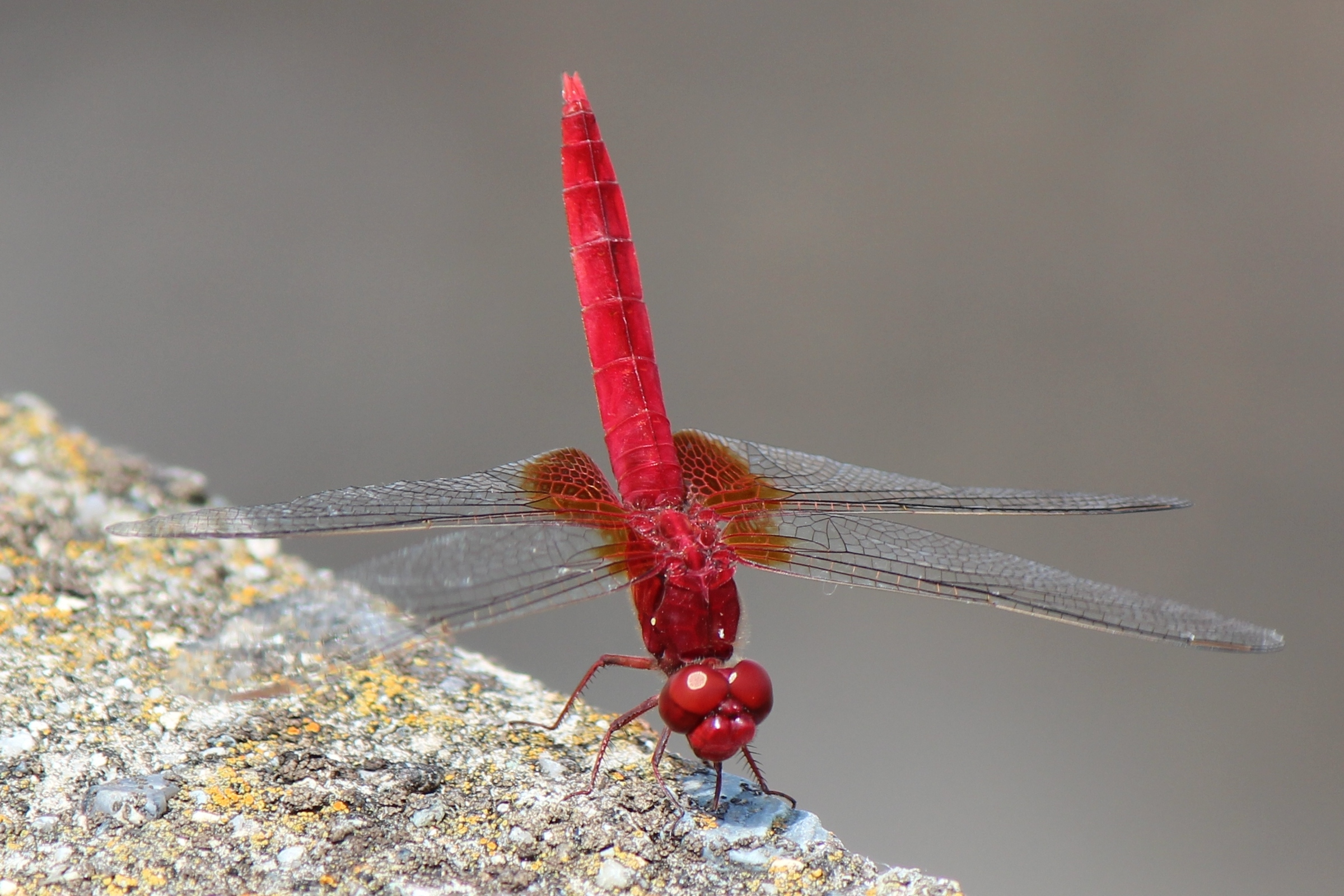
Crocothemis servilia mascle
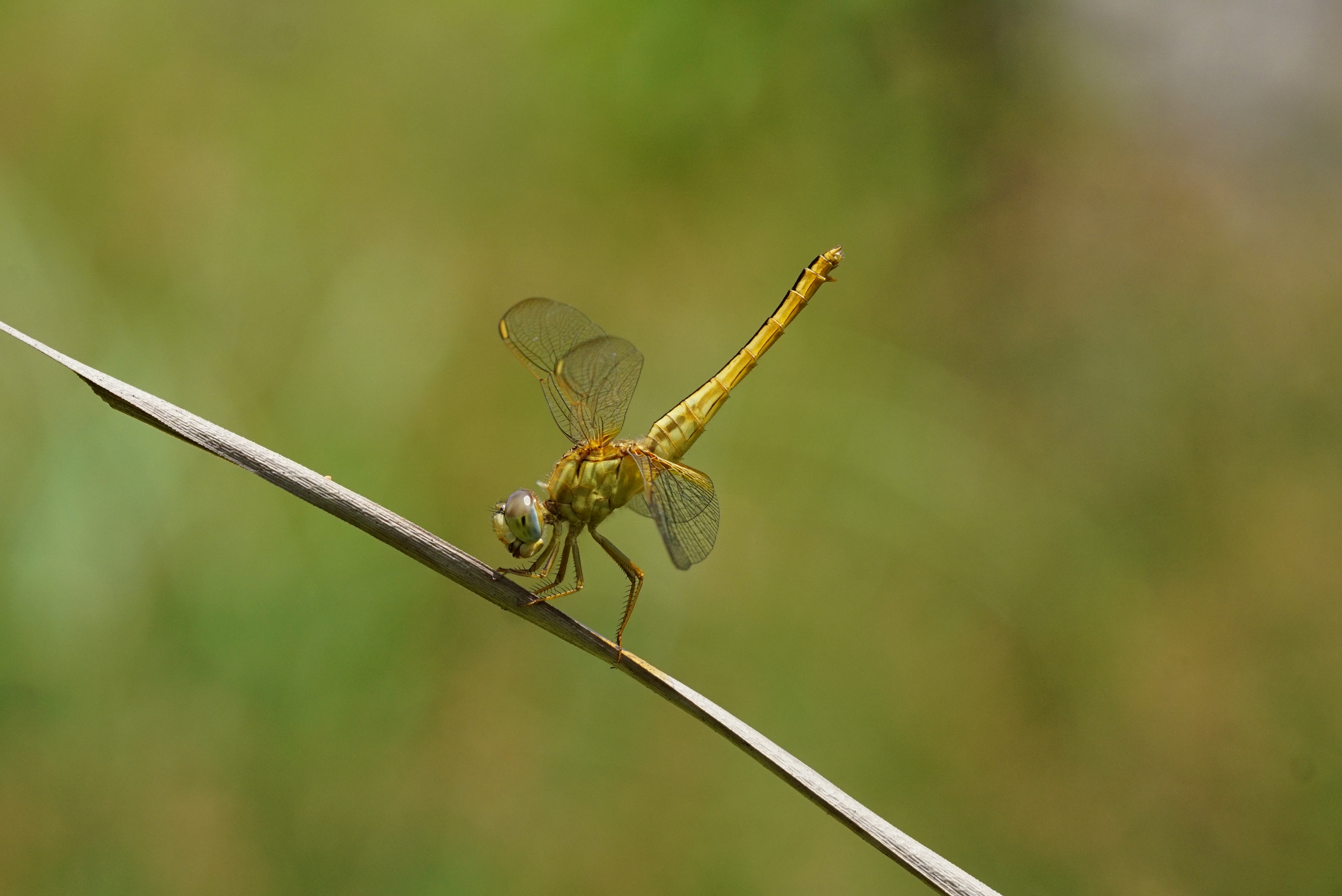
Crocothemis servilia femella
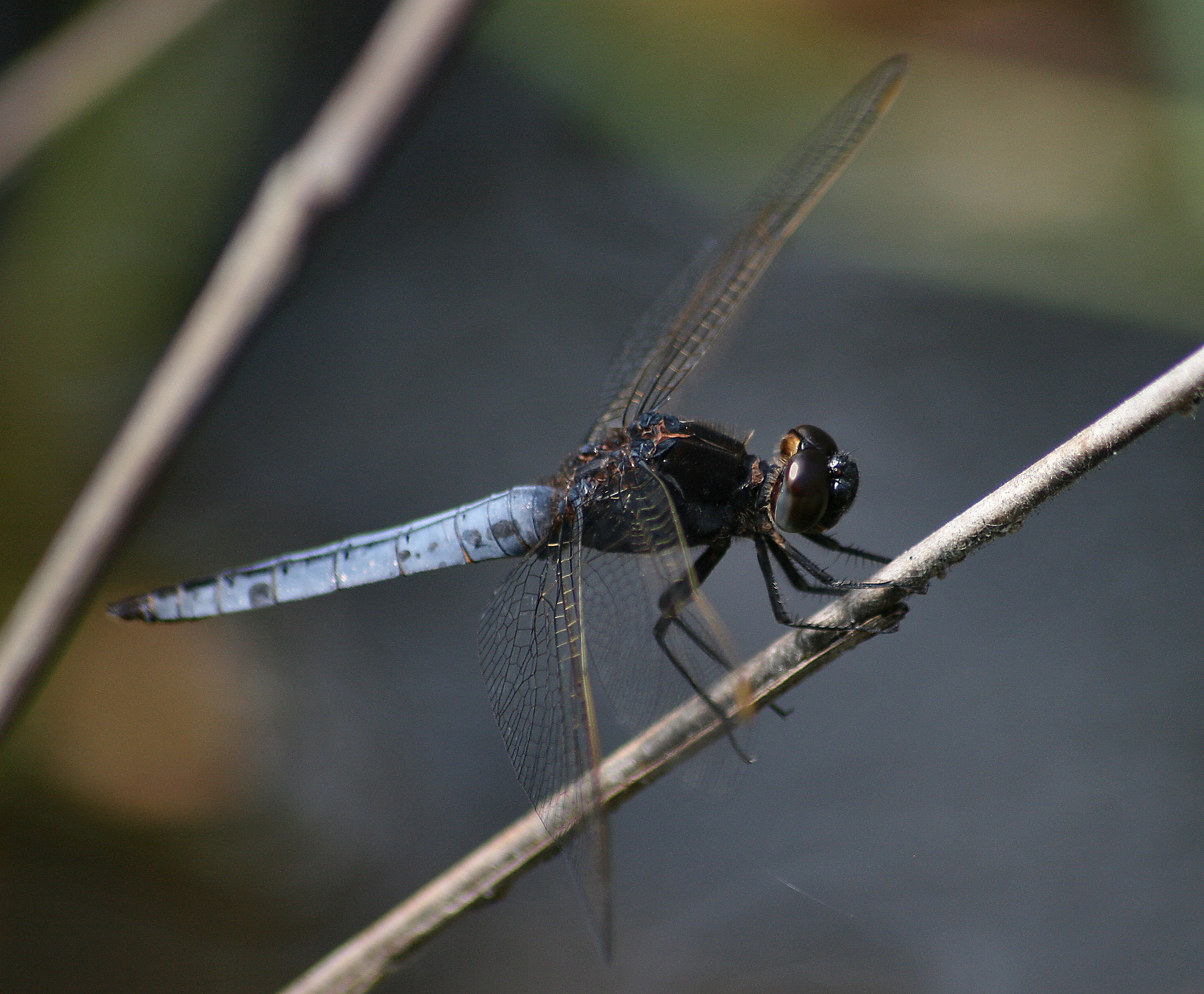
Crocothemis nigrifrons